# Серкеј
Серкеј (фр. Cercueil) насеље је и општина у северној Француској у региону Доња Нормандија, у департману Орн која припада префектури Алансон.
По подацима из 2011. године у општини је живело 143 становника, а густина насељености је износила 10,81 становника/km². Општина се простире на површини од 13,23 km². Налази се на средњој надморској висини од 363 метара (максималној 373 m, а минималној 232 m).

## Демографија
| 1962. | 1968. | 1975. | 1982. | 1990. | 1999. | 2011. |
| ----- | ----- | ----- | ----- | ----- | ----- | ----- |
| 101   | 145   | 179   | 145   | 120   | 143   | 143   |

График промене броја становника у току последњих година